# John White (roddare)
John Galbraith "Johnny" White, född 16 maj 1916 i Seattle, död 16 mars 1997 i Bellevue, var en amerikansk roddare.
White blev olympisk guldmedaljör i åtta med styrman vid sommarspelen 1936 i Berlin.